# Márk Kosznovszky
Márk Kosznovszky (Budapest, 17 aprile 2002) è un calciatore ungherese, centrocampista del Portsmouth.

## Carriera

### Club
Cresciuto nel settore giovanile dell'MTK Budapest, nel 2019 è stato acquistato dal Parma che lo ha assegnato alla propria formazione Primavera; il 22 maggio 2021 ha debuttato a livello professionistico scendendo in campo nell'ultima giornata dalla Serie A 2020-2021 persa 3-0 contro la Sampdoria.
Il 21 luglio 2021 è tornato all'MTK Budapest a titolo definitivo, ed il 18 settembre ha realizzato il suo primo gol nella partita di Magyar Kupa vinta 7-0 contro il Sényő-Carnifex. Nel gennaio del 2023 è stato ceduto in prestito in seconda divisione al Tiszakécske, mentre per la stagione successiva è stato prestato al Kozármisleny. Rientrato nella capitale, è stato confermato in rosa ed in pochi mesi ha guadagnato un posto da titolare nella formazione ideale del club biancoblu.
Il 25 luglio 2025 è stato acquistato a titolo definitivo dal Portsmouth, club della seconda divisione inglese.

### Nazionale
Ha giocato con le nazionali giovanili ungherese Under-16, Under-17, Under-18 ed Under-21.

## Statistiche

### Presenze e reti nei club
Statistiche aggiornate al 30 luglio 2025.
| Stagione            | Squadra             | Campionato          | Campionato | Campionato | Coppe nazionali | Coppe nazionali | Coppe nazionali | Coppe continentali | Coppe continentali | Coppe continentali | Altre coppe | Altre coppe | Altre coppe | Totale | Totale | Totale |
| Stagione            | Squadra             | Comp                | Pres       | Reti       | Comp            | Pres            | Reti            | Comp               | Pres               | Reti               | Comp        | Pres        | Reti        | Pres   | Reti   |        |
| ------------------- | ------------------- | ------------------- | ---------- | ---------- | --------------- | --------------- | --------------- | ------------------ | ------------------ | ------------------ | ----------- | ----------- | ----------- | ------ | ------ | ------ |
| 2020-2021           | Parma               | A                   | 1          | 0          | CI              | 0               | 0               | -                  | -                  | -                  | -           | -           | -           | 1      | 0      |        |
| 2021-gen. 2022      | MTK Budapest        | NB1                 | 6          | 0          | CU              | 1               | 1               | -                  | -                  | -                  | -           | -           | -           | 7      | 1      |        |
| gen.-giu. 2022      | Tiszakécske         | NB2                 | 17         | 1          | CU              | 0               | 0               | -                  | -                  | -                  | -           | -           | -           | 17     | 1      |        |
| 2022-2023           | Kozármisleny        | NB2                 | 33         | 3          | CU              | 1               | 0               | -                  | -                  | -                  | -           | -           | -           | 34     | 3      |        |
| 2023-2024           | MTK Budapest        | NB1                 | 18         | 1          | CU              | 3               | 0               | -                  | -                  | -                  | -           | -           | -           | 21     | 1      |        |
| 2024-2025           | MTK Budapest        | NB1                 | 25         | 3          | CU              | 5               | 0               | -                  | -                  | -                  | -           | -           | -           | 30     | 3      |        |
| Totale MTK Budapest | Totale MTK Budapest | Totale MTK Budapest | 49         | 4          |                 | 9               | 1               |                    | -                  | -                  |             | -           | -           | 58     | 5      |        |
| 2025-2026           | Portsmouth          | FLC                 | 0          | 0          | FACup+CdL       | 0               | 0               | -                  | -                  | -                  | -           | -           | -           | 0      | 0      |        |
| Totale carriera     | Totale carriera     | Totale carriera     | 100        | 8          |                 | 10              | 1               |                    | -                  | -                  |             | -           | -           | 110    | 9      |        |